# 约翰尼·卡森

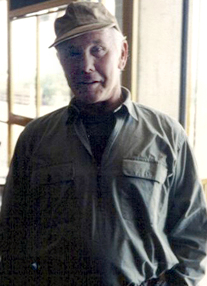
约翰尼·卡森

約翰·威廉·卡森（英語：John William Carson，1925年8月23日—2005年1月23日），暱稱強尼·卡森（Johnny Carson），生於美国爱荷华州柯寧，著名节目主持人，曾主持国家广播公司（NBC）深夜时段著名脱口秀节目《今夜秀》（Tonight Show）。
2005年1月23日于洛杉矶過世。